# Gustavo Cacini
Gustavo Cacini (Roma, 31 dicembre 1890 – Nettuno, 31 dicembre 1969) è stato un attore teatrale e comico italiano.
Noto nei teatri d'avanspettacolo romani d'anteguerra con il suo personaggio di attaccabrighe litigioso, nella capitale il suo nome è divenuto sinonimo di sbruffone, tanto da aver dato origine al modo di dire "E chi sei, Cacini?" oppure "È arrivato Cacini!". 
La sua caratteristica era quella di provocare la platea con un atteggiamento da sbruffone, con battute pesanti e doppi sensi; i più famosi e coloriti scambi di battute con il pubblico hanno ispirato Federico Fellini e Steno rispettivamente nei film Roma e Un americano a Roma. La notorietà della marcetta che accompagnava il suo ingresso in scena fu sfruttata da Mario Ruccione nella canzonetta Faccetta nera che ne plagiò il motivo.

## Carriera
Nato nel 1890 a Roma, nel centrale Rione Borgo, spinto dagli amici abbandonò la sua attività di stagnaro per recitare come comico in alcune scalcinate compagnie teatrali.
Agli inizi del novecento, con la sua compagnia teatrale Il treno Rosa, fu un esponente di quelle forme di spettacolo che un tempo erano definite "teatro minore", etichetta che identificava il teatro di varietà, la rivista, l'avanspettacolo, ma anche le entrée dei clown nel circo.
Di corporatura esile, smunto e gibboso, il suo aspetto contrastava con l'atteggiamento smargiasso che esibiva sul palcoscenico e che lo accomunava al Miles gloriosus di Plauto. Il suo sguardo strabico aveva ispirato la battuta del suo collega di palcoscenico, Bixio Ribeira: "C'ha n'occhio che manna affanculo l'artro".
La sua caratteristica era quella di provocare la platea con un atteggiamento da sbruffone, con le battute pesanti e i doppi sensi. E d'altra parte il pubblico a sua volta era solito "interagire" in modo non leggero con gli attori di avanspettacolo, con duelli coloriti. Da qui la battuta entrata nel parlare comune a Roma e non solo "E chi sei, Cacini?" oppure "È arrivato Cacini!", con riferimento alle arie da bullo che l'attore assumeva in teatro, spacciandosi come il vero erede di Primo Carnera. Forte di un'arroganza plateale, della risposta pronta, esibendo una comicità pesante ed una mimica efficace, riusciva a controbattere agli attacchi verbali dello scatenato e irriguardoso pubblico romano ottenendone, uno fra pochi, il rispetto e la stima. Il suo costume di scena era molto simile a quello di Totò: un frac eccessivamente grande ma con i pantaloni ridicolmente corti e scarpe volutamente enormi. Questa maschera creava ilarità anche perché contrastava con il suo atteggiamento combattivo, esaltato dalla sua voce baritonale e accompagnata da una vivida gestualità che accompagnava le sue salaci battute.

Il teatro Ambra Jovinelli in una foto d'epoca

Era famoso anche per le sue canzonette sboccate, dove faceva grande uso di doppi sensi ("O che frutto saporito è la banana, o che frutto delizioso è la banana, la banana fa ingrassar"). Fu proprio Cacini, in uno dei suoi insuccessi, a meritarsi quel lancio di un gatto morto dalla platea del Teatro Jovinelli, episodio poi ripreso da Federico Fellini nel film Roma.
Nel 1926 calcò il palcoscenico del cinema teatro "La Fenice" di Roma e tra il 1927 e il 1928 presenziò più volte al Teatro Jovinelli (detto, durante il periodo fascista, "cinema-teatro Principe"), di proprietà entrambi degli eredi di Giuseppe Jovinelli. Altre sue ribalte furono il Teatro Volturno, il Teatro Morgana. In questo periodo grande notorietà ebbe la marcetta che introduceva sul palcoscenico l'artista e le sei ballerine della sua compagnia, Il treno Rosa. La musica della canzone, dal titolo La vita è comica, presa sul serio, perciò prendiamola come la va... era così nota da ispirare il ritornello della ben più nota canzonetta di propaganda di regime Faccetta nera, composta e portata al successo da Mario Ruccione. Il comico tuttavia seppe trarre guadagno dall'inconveniente, intentando e vincendo una causa contro il plagio. La paternità del motivetto fu riconosciuta a Cacini cui vennero anche assegnati parte dei ricavi dai diritti d'autore della marcetta fascista.
Apparve l'ultima volta nel 1945 al Quattro Fontane interpretando il suo personaggio tragicomico nella rivista Soffia so'... di Garinei e Giovannini, accanto ad Anna Magnani
Morì a Nettuno, cittadina nella quale si era ritirato, lo stesso giorno del suo compleanno, il 31 dicembre 1969.

## Filmografia
Fu anche attore di cinema, partecipando al cast dei seguenti film:
- L'ultima carrozzella, regia di Mario Mattoli (1943)
- Se fossi deputato, regia di Giorgio Simonelli (1949)
- Porca miseria!, regia di Giorgio Bianchi (1951)
- Il tallone di Achille, regia di Mario Amendola e Ruggero Maccari (1952)[8]

## Influenza culturale
Alberto Sordi ne parlò come del "comico nero e lungo che pareva una penna stilografica: mentre la platea lo bersagliava inferocita, perché non si divertiva per niente, lui imperterrito continuava a ripetere: «Strillate, strillate, l'importante è che si parli di me»".
Lo "spettacolo nello spettacolo" rappresentato dagli accesi scambi verbali tra il pubblico e il comico è stato fonte d'ispirazione per i registi Federico Fellini e Steno, siparietti riproposti nei film Roma e Un americano a Roma.
La locuzione "È arrivato Cacini" è usata a Roma per sbeffeggiare qualcuno che, con fare spocchioso, si intromette in un discorso imponendo la sua opinione come se fosse il depositario della verità assoluta. Analogamente l'espressione "Ma chi sei, Cacini" è usata per apostrofare con sarcasmo chi millanta capacità improbabili o racconta straordinarie azioni poco credibili.
Il comico romano Enrico Montesano ha riproposto come tormentone nei suoi sketch la battuta con la quale Cacini chiudeva i suoi siparietti nei quali si proponeva al pubblico come l'erede naturale del grande pugile Primo Carnera: "Le ho prese, sì, ma quante gliene ho dette...".
All'attore è stata dedicata una strada nella periferia romana, nella frazione di Casal Bernocchi.